# آسیاب آقازاده
آسیاب آقازاده مربوط به دوره قاجار است و در شهرستان زبرخان، ۲۰۰ متری شمال‌شرقی حشمتیه واقع شده و این اثر در تاریخ ۳ دی ۱۳۸۵ با شمارهٔ ثبت ۱۶۶۵۸ به‌عنوان یکی از آثار ملی ایران به ثبت رسیده‌است.